# 卵清蛋白
卵清蛋白（ovalbumin，缩写：OVA）或称蛋白清蛋白是鸟类蛋清中含量最多的蛋白质（55–65%）。其功能尚不明确，推测是一种储存蛋白。卵清蛋白属于丝氨酸蛋白酶抑制剂家族（Serpine），但不同于其他Serpine，它不能抑制丝氨酸蛋白酶。
1938年，阿尔伯特·纽伯格证明它是一种糖蛋白，由此开启了糖蛋白的研究。

## 生物合成
卵清蛋白基因在家鸡（Gallus gallus domesticus）的第2染色体上，共包含8个外显子，总长5900个碱基对（5.9 kbp）。转录后生成的mRNA长度为1392个碱基，经过翻译及翻译后修饰，形成由385个氨基酸组成的卵清蛋白，分子质量为42.8 kDa。 鸡卵清蛋白的氨基酸序列于1981年被完全解析。
| 属性        | 内容                                                            |
| ----------- | --------------------------------------------------------------- |
| 图片        | 来自PDB 1OVA的带状模型                                          |
| PDB条目     | 1jti, 1ova, 1p1z, 1p4l, 1uhg, 1vac                              |
| 分子量      | 42.8 kDa                                                        |
| 氨基酸数目  | 385                                                             |
| 分子式      | 原蛋白：C₁₉₀₁H₂₉₉₉O₅₇₅N₄₉₉S₂₂ 成熟形式：C₁₉₇₉H₃₁₂₄N₅₀₂O₆₄₀S₂₂P₂ |
| UniProt条目 | P01012                                                          |
| CAS号       | Template:CASRN                                                  |
| 蛋白家族    | Serpine                                                         |
| 同源数据库  | HOGENOM                                                         |
| 来源物种    | 鸡（Gallus gallus）                                             |

## 应用
卵清蛋白在蛋白质研究中具有重要意义，因其可大量获得，历史上被用于开发分子量测定和蛋白质结构分析方法。至今仍用作标准蛋白。因其与Serpine结构相似，被用于该蛋白家族研究。它还广泛用于免疫学，用于引发过敏反应。
在肿瘤免疫治疗中，使用E.G7-OVA细胞系——其来源于小鼠的淋巴瘤，通过引入含完整卵清蛋白序列的质粒，实现持续合成并分泌OVA。以此细胞系免疫C57BL/6N小鼠后，可激发对OVA258-276（序列为SIINFEKL）的细胞毒性T细胞反应，使其成为研究免疫治疗药物的有用模型。

## 历史
卵清蛋白是继血红蛋白（1870年）之后，第2个被纯化并结晶的蛋白质。Franz Hofmeister于1889年通过硫酸铵缓慢沉淀法纯化并结晶出卵清蛋白。该名称由Osborne和Campbell于1900年命名。

## 特性
卵清蛋白可能引起过敏。 它具有疏水性。 鸡卵清蛋白在84.5 °C发生变性。

## 文献
- Carl Arnold: 化学复习手册... 第7版，1896年，页531（关于“蛋白清蛋白”）
- F. Hofmeister: 关于结晶蛋白清蛋白的制备及胶体的结晶性。《生理化学杂志》14卷，1890年，页165–172
- F. Hofmeister: 关于结晶蛋白清蛋白的组成。《生理化学杂志》16卷，1892年，页187–191
- T. B. Osborne 和 G. F. Campbell，《美化学会志》22卷，1900年，页422起